# Legnonotus
Legnonotus è un genere di pesci ossei estinto, appartenente ai macrosemiidi. Visse tra il Triassico medio e il Triassico superiore (circa 239 - 201 milioni di anni fa) e i suoi resti fossili sono stati ritrovati in Europa.

## Descrizione
Questo pesce era di piccole dimensioni, e solitamente non superava la lunghezza di 10 centimetri. La testa era lunga e stretta, e terminava in un muso appuntito con una bocca in posizione terminale. La pinna dorsale aveva una base larga ed era posizionata a metà del corpo; la parte iniziale della pinna dorsale era molto alta, per poi diminuire d'altezza man mano che procedeva verso la parte posteriore del corpo. La pinna caudale era piuttosto piccola e profondamente biforcuta, mentre sia la pinna anale che le pinne ventrali erano piccole e strette. Le pinne pettorali erano leggermente più ampie. Legnonotus possedeva un corpo interamente ricoperto di piccole scaglie dotate di ganoina, di forma più o meno rettangolare. Curiosamente, la parte del corpo immediatamente sotto alla pinna dorsale era sprovvista di scaglie.

## Classificazione

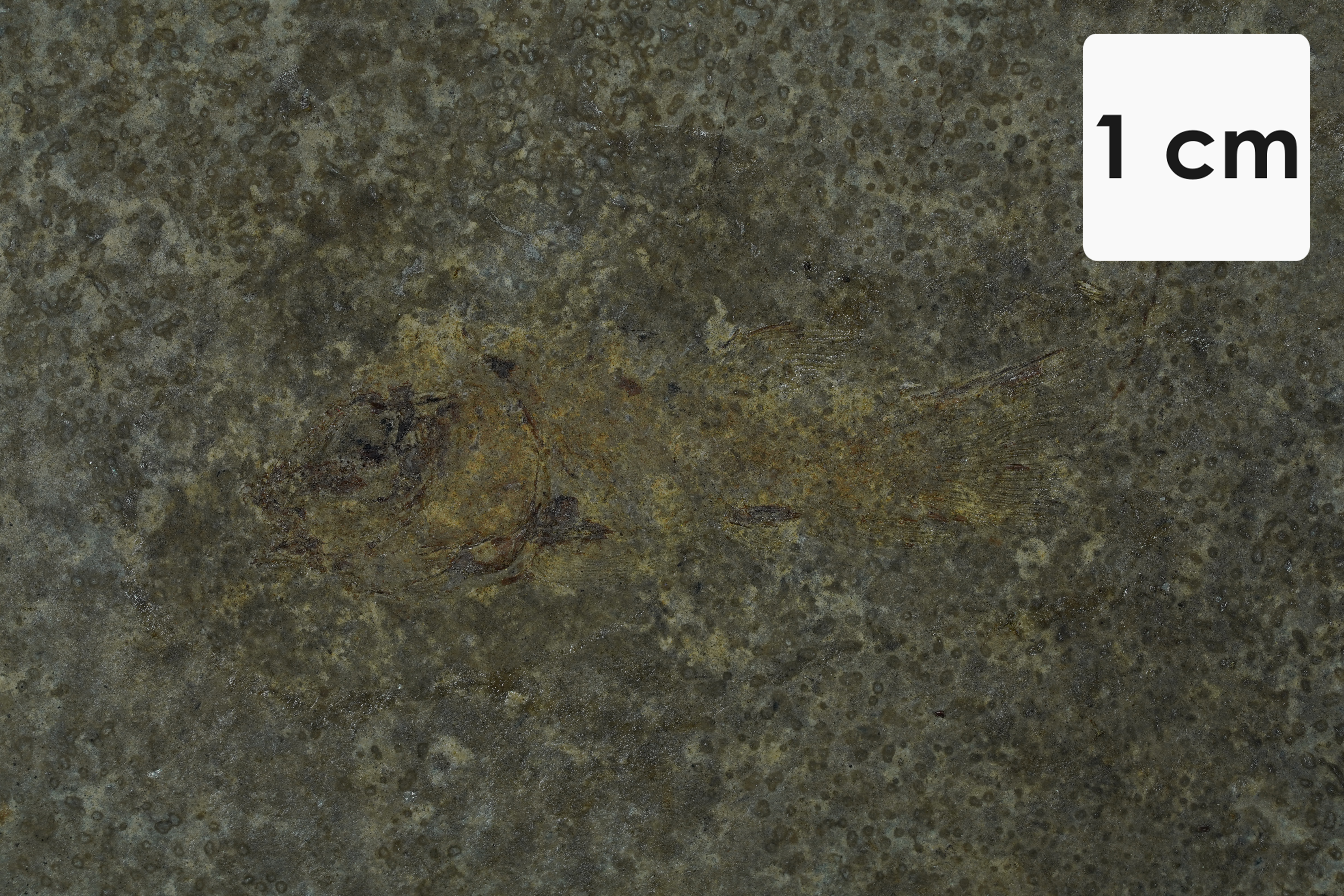
Fossile di Legnonotus obtusus

Il genere Legnonotus venne descritto per la prima volta da Egerton nel 1854, sulla base di resti fossili ritrovati in terreni del Triassico superiore (Retico) dell'Inghilterra, presso Aust Cliff. La specie tipo è Legnonotus cothamensis. In seguito sono state attribuite altre due specie provenienti dall'Italia: in terreni del Norico (circa 215 milioni di anni fa), presso Cene (provincia di Bergamo) è stata scoperta la specie L. krambergeri, mentre la specie più antica è L. obtusus, del Ladinico di Viggiù.

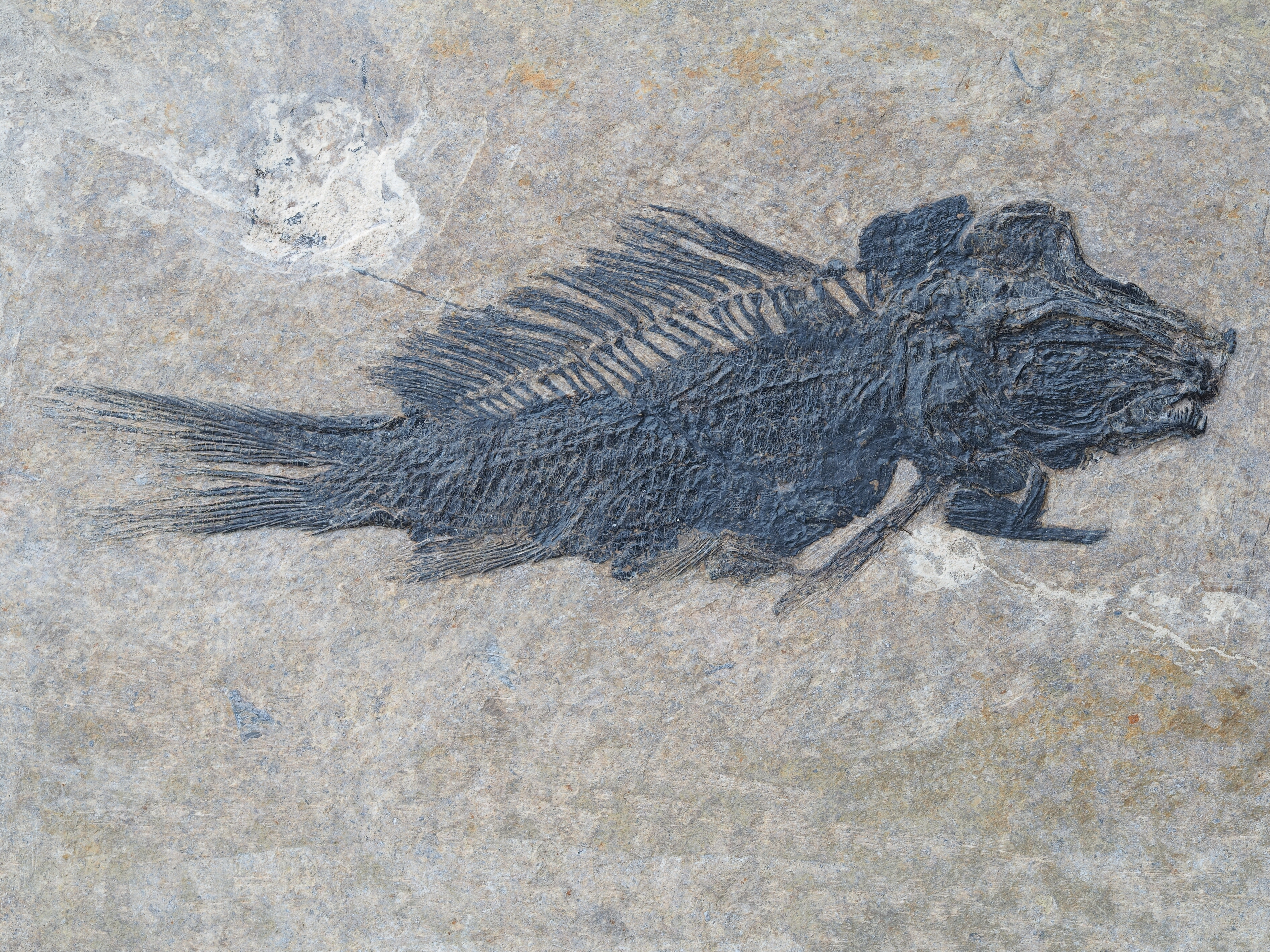
Fossile di Legnonotus krambergeri

Legnonotus è il più antico rappresentante dei Macrosemiidae, un gruppo di pesci semionotiformi caratterizzati da una peculiare struttura orbitale.

## Paleobiologia
Come molti macrosemiidi, Legnonotus doveva essere un pesce di scogliera che catturava piccole prede o si nutriva di alghe.